# Număr Pell
A nu se confunda cu Număr Bell.
În matematică, numerele Pell sunt o succesiune infinită de numere întregi, cunoscute din cele mai vechi timpuri, care sunt egale cu numitorii care aproximează din ce în ce mai fidel rădăcina pătrată a lui 2. Acest șir de aproximări începe cu 1/1, 3/2, 7/5, 17/12 și 41/29, așadar șirul numerelor Pell începe cu 1, 2, 5, 12, și 29 . Numărătorii aceluiași șir de aproximări înmulțiți cu 2 se numesc numere Pell–Lucas; aceste numere formează un al doilea șir infinit de numere întregi care începe cu 2, 6, 14, 34, 82 și 198.
Numele acestor numere provine de la matematicianul englez John Pell, căruia Euler i-ar fi atribuit din greșeală studiul acestor numere în detrimentul altui matematician englez contemporan cu Pell, William Brouncker. 
Numerele Pell sunt definite asemenea numerelor Fibonacci sau a numerelor Lucas, prin recurență, fiecare termen al seriei infinite fiind definit în funcție de cei doi termeni anteriori ai săi.
Astfel, numerele Pell sunt numerele de forma:
{\displaystyle P_{n}={\begin{cases}0&{\mbox{dacă }}n=0;\\1&{\mbox{dacă }}n=1;\\2P_{n-1}+P_{n-2}&{\mbox{în alt caz.}}\end{cases}}}
În cuvinte, secvența numerelor Pell începe cu 0 și 1, iar apoi fiecare număr Pell următor este suma de dublul numărului Pell anterior și a numărului Pell dinaintea acestuia. Primii termeni ai secvenței sunt:
0, 1, 2, 5, 12, 29, 70, 169, 408, 985, 2378, 5741, 13860,…
2 = 1 x 2 + 0
5 = 2 x 2 + 1
12 = 5 x 2 + 2
29 = 12 x 2 + 5 ș.a.m.d.
Pe lângă faptul că sunt utilizate pentru a aproxima rădăcina pătrată a lui 2, numerele Pell pot fi folosite pentru a găsi numere pătrate triunghiulare, pentru a construi aproximări întregi ale triunghiului dreptunghic isoscel  și pentru a rezolva anumite probleme de combinatorică enumerativă. 

## Prime Pell
Un număr Pell care este și număr prim se numește prim Pell. Pentru ca numărul Pell Pn să fie prim trebuie ca indicele n să fie prim. 
Primele numere prime Pell sunt:
2, 3, 5, 11, 13, 29, 41, 53, 59, 89, 97, 101, 167, 181, 191, 523, 929, 1217, 1301, 1361, 2087... 